# Tour de Yorkshire 2019
La 5.ª edición del Tour de Yorkshire fue una carrera de ciclismo en ruta por etapas que se celebró en el Reino Unido en la región de Yorkshire entre el 2 y el 5 de mayo de 2019 con inicio en la ciudad de Doncaster y final en la ciudad de Leeds sobre un recorrido de 617,5 kilómetros.
La prueba perteneció al UCI Europe Tour 2019 dentro de la categoría 2.HC (máxima categoría de estos circuitos). El vencedor final fue el británico Christopher Lawless del INEOS seguido del belga Greg Van Avermaet del CCC y el irlandés Edward Dunbar también del INEOS.

## Equipos participantes
Tomaron parte en la carrera 17 equipos: 4 de categoría UCI WorldTeam invitados por la organización; 6 de categoría Profesional Continental; 6 de categoría Continental; y la selección nacional del Reino Unido. Formando así un pelotón de 130 ciclistas de los que acabaron 93. Los equipos participantes fueron:
| WorldTeams (4)- CCC Team - Ineos - Katusha-Alpecin - Dimension Data Equipos continentales profesionales (7)- Euskadi Basque Country-Murias - Hagens Berman Axeon - Roompot-Charles - Rally UHC Cycling - Riwal Readynez - Vital Concept-B&B Hotels - Total Direct Énergie Equipos continentales (6)- Canyon DHB p/b Bloor Homes - Madison Genesis - Ribble Pro Cycling - Vitus Pro Cycling - SwiftCarbon Pro Cycling - Team Wiggins Le Col Equipo nacional- Gran Bretaña |
| |

## Recorrido
El Tour de Yorkshire dispuso de cuatro etapas para un recorrido total de 617,5 kilómetros, dividido en dos etapas llanas, y dos etapas de media montaña.
| Etapa     | Fecha    | Recorrido                 | type            | Distancia (km) | Ganador           | Líder               |
| --------- | -------- | ------------------------- | --------------- | -------------- | ----------------- | ------------------- |
| 1.ª etapa | 2 de may | Doncaster – Selby         | etapa llana     | 178,5          | Jesper Asselman   | Jesper Asselman     |
| 2.ª etapa | 3 de may | Barnsley – Bedale         | etapa llana     | 132            | Rick Zabel        | Jesper Asselman     |
| 3.ª etapa | 4 de may | Bridlington – Scarborough | etapa escarpada | 132            | Alexander Kamp    | Christopher Lawless |
| 4.ª etapa | 5 de may | Halifax – Leeds           | etapa escarpada | 175            | Greg Van Avermaet | Christopher Lawless |

## Desarrollo de la carrera

### 1.ª etapa
| Doncaster - Selby | etapa llana | (178,5 km) |

| \| Clasificación de la etapa \| Clasificación de la etapa \| Clasificación de la etapa \| Clasificación de la etapa \| Clasificación de la etapa \| \| Ciclista \| Ciclista \| Equipo \| Tiempo \| \| \| ------------------------- \| ------------------------- \| ----------------------------- \| ------------------------- \| ------------------------- \| \| 1.º \| Jesper Asselman \| Roompot-Charles \| 4 h 05 min 45 s \| \| \| 2.º \| Filippo Fortin \| Cofidis, Solutions Crédits \| + 0 s \| \| \| 3.º \| Jonas Van Genechten \| Vital Concept-B&B Hotels \| + 0 s \| \| \| 4.º \| Boy van Poppel \| Roompot-Charles \| + 0 s \| \| \| 5.º \| Gabriel Cullaigh \| Team Wiggins Le Col \| + 0 s \| \| \| 6.º \| Ethan Hayter \| Gran Bretaña \| + 0 s \| \| \| 7.º \| Cyril Barthe \| Euskadi Basque Country-Murias \| + 0 s \| \| \| 8.º \| Mark Cavendish \| Dimension Data \| + 0 s \| \| \| 9.º \| Christopher Lawless \| Team Ineos \| + 0 s \| \| \| 10.º \| Rick Zabel \| Katusha-Alpecin \| + 0 s \| \| |                     |                               |                 |
| |                     |                               |                 |
| Fuente: ProCyclingStats |                     |                               |                 |
| Clasificación de la etapa |                     |                               |                 |
| Ciclista | Ciclista            | Equipo                        | Tiempo          |
| 1.º | Jesper Asselman     | Roompot-Charles               | 4 h 05 min 45 s |
| 2.º | Filippo Fortin      | Cofidis, Solutions Crédits    | + 0 s           |
| 3.º | Jonas Van Genechten | Vital Concept-B&B Hotels      | + 0 s           |
| 4.º | Boy van Poppel      | Roompot-Charles               | + 0 s           |
| 5.º | Gabriel Cullaigh    | Team Wiggins Le Col           | + 0 s           |
| 6.º | Ethan Hayter        | Gran Bretaña                  | + 0 s           |
| 7.º | Cyril Barthe        | Euskadi Basque Country-Murias | + 0 s           |
| 8.º | Mark Cavendish      | Dimension Data                | + 0 s           |
| 9.º | Christopher Lawless | Team Ineos                    | + 0 s           |
| 10.º | Rick Zabel          | Katusha-Alpecin               | + 0 s           |

| \| Clasificación general \| Clasificación general \| Clasificación general \| Clasificación general \| Clasificación general \| \| Ciclista \| Ciclista \| Equipo \| Tiempo \| \| \| --------------------- \| --------------------- \| ----------------------------- \| --------------------- \| --------------------- \| \| 1.º \| Jesper Asselman \| Roompot-Charles \| 4 h 05 min 34 s \| \| \| 2.º \| Filippo Fortin \| Cofidis, Solutions Crédits \| + 5 s \| \| \| 3.º \| Jacob Hennessy \| Canyon DHB p/b Bloor Homes \| + 5 s \| \| \| 4.º \| Jonas Van Genechten \| Vital Concept-B&B Hotels \| + 7 s \| \| \| 5.º \| Kevin Vermaerke \| Hagens Berman Axeon \| + 7 s \| \| \| 6.º \| Daniel Bigham \| Ribble Pro Cycling \| + 10 s \| \| \| 7.º \| Boy van Poppel \| Roompot-Charles \| + 11 s \| \| \| 8.º \| Gabriel Cullaigh \| Team Wiggins Le Col \| + 11 s \| \| \| 9.º \| Ethan Hayter \| Gran Bretaña \| + 11 s \| \| \| 10.º \| Cyril Barthe \| Euskadi Basque Country-Murias \| + 11 s \| \| |                     |                               |                 |
| |                     |                               |                 |
| Fuente: ProCyclingStats |                     |                               |                 |
| Clasificación general |                     |                               |                 |
| Ciclista | Ciclista            | Equipo                        | Tiempo          |
| 1.º | Jesper Asselman     | Roompot-Charles               | 4 h 05 min 34 s |
| 2.º | Filippo Fortin      | Cofidis, Solutions Crédits    | + 5 s           |
| 3.º | Jacob Hennessy      | Canyon DHB p/b Bloor Homes    | + 5 s           |
| 4.º | Jonas Van Genechten | Vital Concept-B&B Hotels      | + 7 s           |
| 5.º | Kevin Vermaerke     | Hagens Berman Axeon           | + 7 s           |
| 6.º | Daniel Bigham       | Ribble Pro Cycling            | + 10 s          |
| 7.º | Boy van Poppel      | Roompot-Charles               | + 11 s          |
| 8.º | Gabriel Cullaigh    | Team Wiggins Le Col           | + 11 s          |
| 9.º | Ethan Hayter        | Gran Bretaña                  | + 11 s          |
| 10.º | Cyril Barthe        | Euskadi Basque Country-Murias | + 11 s          |

### 2.ª etapa
| Barnsley - Bedale | etapa llana | (132 km) |

| \| Clasificación de la etapa \| Clasificación de la etapa \| Clasificación de la etapa \| Clasificación de la etapa \| Clasificación de la etapa \| \| Ciclista \| Ciclista \| Equipo \| Tiempo \| \| \| ------------------------- \| ------------------------- \| ----------------------------- \| ------------------------- \| ------------------------- \| \| 1.º \| Rick Zabel \| Katusha-Alpecin \| 3 h 09 min 16 s \| \| \| 2.º \| Boy van Poppel \| Roompot-Charles \| + 0 s \| \| \| 3.º \| Christopher Lawless \| Team Ineos \| + 0 s \| \| \| 4.º \| Andrew Tennant \| Canyon DHB p/b Bloor Homes \| + 0 s \| \| \| 5.º \| Daniel McLay \| EF Education First \| + 0 s \| \| \| 6.º \| Andreas Stokbro \| Riwal Readynez \| + 0 s \| \| \| 7.º \| Jonas Van Genechten \| Vital Concept-B&B Hotels \| + 0 s \| \| \| 8.º \| Michael Rice \| Hagens Berman Axeon \| + 0 s \| \| \| 9.º \| Cyril Barthe \| Euskadi Basque Country-Murias \| + 0 s \| \| \| 10.º \| Connor Swift \| Madison Genesis \| + 0 s \| \| |                     |                               |                 |
| |                     |                               |                 |
| Fuente: ProCyclingStats |                     |                               |                 |
| Clasificación de la etapa |                     |                               |                 |
| Ciclista | Ciclista            | Equipo                        | Tiempo          |
| 1.º | Rick Zabel          | Katusha-Alpecin               | 3 h 09 min 16 s |
| 2.º | Boy van Poppel      | Roompot-Charles               | + 0 s           |
| 3.º | Christopher Lawless | Team Ineos                    | + 0 s           |
| 4.º | Andrew Tennant      | Canyon DHB p/b Bloor Homes    | + 0 s           |
| 5.º | Daniel McLay        | EF Education First            | + 0 s           |
| 6.º | Andreas Stokbro     | Riwal Readynez                | + 0 s           |
| 7.º | Jonas Van Genechten | Vital Concept-B&B Hotels      | + 0 s           |
| 8.º | Michael Rice        | Hagens Berman Axeon           | + 0 s           |
| 9.º | Cyril Barthe        | Euskadi Basque Country-Murias | + 0 s           |
| 10.º | Connor Swift        | Madison Genesis               | + 0 s           |

| \| Clasificación general \| Clasificación general \| Clasificación general \| Clasificación general \| Clasificación general \| \| Ciclista \| Ciclista \| Equipo \| Tiempo \| \| \| --------------------- \| --------------------- \| ----------------------------- \| --------------------- \| --------------------- \| \| 1.º \| Jesper Asselman \| Roompot-Charles \| 7 h 14 min 50 s \| \| \| 2.º \| Rick Zabel \| Katusha-Alpecin \| + 1 s \| \| \| 3.º \| Boy van Poppel \| Roompot-Charles \| + 5 s \| \| \| 4.º \| Filippo Fortin \| Cofidis, Solutions Crédits \| + 5 s \| \| \| 5.º \| Jacob Hennessy \| Canyon DHB p/b Bloor Homes \| + 5 s \| \| \| 6.º \| Jonas Van Genechten \| Vital Concept-B&B Hotels \| + 7 s \| \| \| 7.º \| Christopher Lawless \| Team Ineos \| + 7 s \| \| \| 8.º \| Kevin Vermaerke \| Hagens Berman Axeon \| + 7 s \| \| \| 9.º \| Thomas Stewart \| Canyon DHB p/b Bloor Homes \| + 7 s \| \| \| 10.º \| Cyril Barthe \| Euskadi Basque Country-Murias \| + 11 s \| \| |                     |                               |                 |
| |                     |                               |                 |
| Fuente: ProCyclingStats |                     |                               |                 |
| Clasificación general |                     |                               |                 |
| Ciclista | Ciclista            | Equipo                        | Tiempo          |
| 1.º | Jesper Asselman     | Roompot-Charles               | 7 h 14 min 50 s |
| 2.º | Rick Zabel          | Katusha-Alpecin               | + 1 s           |
| 3.º | Boy van Poppel      | Roompot-Charles               | + 5 s           |
| 4.º | Filippo Fortin      | Cofidis, Solutions Crédits    | + 5 s           |
| 5.º | Jacob Hennessy      | Canyon DHB p/b Bloor Homes    | + 5 s           |
| 6.º | Jonas Van Genechten | Vital Concept-B&B Hotels      | + 7 s           |
| 7.º | Christopher Lawless | Team Ineos                    | + 7 s           |
| 8.º | Kevin Vermaerke     | Hagens Berman Axeon           | + 7 s           |
| 9.º | Thomas Stewart      | Canyon DHB p/b Bloor Homes    | + 7 s           |
| 10.º | Cyril Barthe        | Euskadi Basque Country-Murias | + 11 s          |

### 3.ª etapa
| Bridlington - Scarborough | etapa escarpada | (132 km) |

| \| Clasificación de la etapa \| Clasificación de la etapa \| Clasificación de la etapa \| Clasificación de la etapa \| Clasificación de la etapa \| \| Ciclista \| Ciclista \| Equipo \| Tiempo \| \| \| ------------------------- \| ------------------------- \| -------------------------------- \| ------------------------- \| ------------------------- \| \| 1.º \| Alexander Kamp \| Riwal Readynez \| 3 h 23 min 24 s \| \| \| 2.º \| Christopher Lawless \| Team Ineos \| + 0 s \| \| \| 3.º \| Greg Van Avermaet \| CCC Team \| + 0 s \| \| \| 4.º \| Rasmus Tiller \| Dimension Data \| + 0 s \| \| \| 5.º \| Scott Thwaites \| Vitus Pro Cycling p/b Brother UK \| + 0 s \| \| \| 6.º \| Owain Doull \| Team Ineos \| + 0 s \| \| \| 7.º \| Matthew Holmes \| Madison Genesis \| + 0 s \| \| \| 8.º \| Andreas Stokbro \| Riwal Readynez \| + 0 s \| \| \| 9.º \| Nick van der Lijke \| Roompot-Charles \| + 0 s \| \| \| 10.º \| Jenthe Biermans \| Katusha-Alpecin \| + 0 s \| \| |                     |                                  |                 |
| |                     |                                  |                 |
| Fuente: ProCyclingStats |                     |                                  |                 |
| Clasificación de la etapa |                     |                                  |                 |
| Ciclista | Ciclista            | Equipo                           | Tiempo          |
| 1.º | Alexander Kamp      | Riwal Readynez                   | 3 h 23 min 24 s |
| 2.º | Christopher Lawless | Team Ineos                       | + 0 s           |
| 3.º | Greg Van Avermaet   | CCC Team                         | + 0 s           |
| 4.º | Rasmus Tiller       | Dimension Data                   | + 0 s           |
| 5.º | Scott Thwaites      | Vitus Pro Cycling p/b Brother UK | + 0 s           |
| 6.º | Owain Doull         | Team Ineos                       | + 0 s           |
| 7.º | Matthew Holmes      | Madison Genesis                  | + 0 s           |
| 8.º | Andreas Stokbro     | Riwal Readynez                   | + 0 s           |
| 9.º | Nick van der Lijke  | Roompot-Charles                  | + 0 s           |
| 10.º | Jenthe Biermans     | Katusha-Alpecin                  | + 0 s           |

| \| Clasificación general \| Clasificación general \| Clasificación general \| Clasificación general \| Clasificación general \| \| Ciclista \| Ciclista \| Equipo \| Tiempo \| \| \| --------------------- \| --------------------- \| -------------------------------- \| --------------------- \| --------------------- \| \| 1.º \| Christopher Lawless \| Team Ineos \| 10 h 38 min 15 s \| \| \| 2.º \| Alexander Kamp \| Riwal Readynez \| + 0 s \| \| \| 3.º \| Greg Van Avermaet \| CCC Team \| + 6 s \| \| \| 4.º \| Andreas Stokbro \| Riwal Readynez \| + 10 s \| \| \| 5.º \| Scott Thwaites \| Vitus Pro Cycling p/b Brother UK \| + 10 s \| \| \| 6.º \| Connor Swift \| Madison Genesis \| + 10 s \| \| \| 7.º \| Nick van der Lijke \| Roompot-Charles \| + 10 s \| \| \| 8.º \| Owain Doull \| Team Ineos \| + 10 s \| \| \| 9.º \| Edward Dunbar \| Team Ineos \| + 10 s \| \| \| 10.º \| Jenthe Biermans \| Katusha-Alpecin \| + 10 s \| \| |                     |                                  |                  |
| |                     |                                  |                  |
| Fuente: ProCyclingStats |                     |                                  |                  |
| Clasificación general |                     |                                  |                  |
| Ciclista | Ciclista            | Equipo                           | Tiempo           |
| 1.º | Christopher Lawless | Team Ineos                       | 10 h 38 min 15 s |
| 2.º | Alexander Kamp      | Riwal Readynez                   | + 0 s            |
| 3.º | Greg Van Avermaet   | CCC Team                         | + 6 s            |
| 4.º | Andreas Stokbro     | Riwal Readynez                   | + 10 s           |
| 5.º | Scott Thwaites      | Vitus Pro Cycling p/b Brother UK | + 10 s           |
| 6.º | Connor Swift        | Madison Genesis                  | + 10 s           |
| 7.º | Nick van der Lijke  | Roompot-Charles                  | + 10 s           |
| 8.º | Owain Doull         | Team Ineos                       | + 10 s           |
| 9.º | Edward Dunbar       | Team Ineos                       | + 10 s           |
| 10.º | Jenthe Biermans     | Katusha-Alpecin                  | + 10 s           |

### 4.ª etapa
| Halifax - Leeds | etapa escarpada | (175 km) |

| \| Clasificación de la etapa \| Clasificación de la etapa \| Clasificación de la etapa \| Clasificación de la etapa \| Clasificación de la etapa \| \| Ciclista \| Ciclista \| Equipo \| Tiempo \| \| \| ------------------------- \| ------------------------- \| -------------------------------- \| ------------------------- \| ------------------------- \| \| 1.º \| Greg Van Avermaet \| CCC Team \| 4 h 40 min 03 s \| \| \| 2.º \| Christopher Lawless \| Team Ineos \| + 0 s \| \| \| 3.º \| Edward Dunbar \| Team Ineos \| + 2 s \| \| \| 4.º \| Tom Slagter \| Dimension Data \| + 9 s \| \| \| 5.º \| James Shaw \| SwiftCarbon Pro Cycling \| + 9 s \| \| \| 6.º \| Matthew Holmes \| Madison Genesis \| + 9 s \| \| \| 7.º \| Alexander Kamp \| Riwal Readynez \| + 9 s \| \| \| 8.º \| Gabriel Cullaigh \| Team Wiggins Le Col \| + 12 s \| \| \| 9.º \| Jenthe Biermans \| Katusha-Alpecin \| + 12 s \| \| \| 10.º \| Scott Thwaites \| Vitus Pro Cycling p/b Brother UK \| + 12 s \| \| |                     |                                  |                 |
| |                     |                                  |                 |
| |                     |                                  |                 |
| Clasificación de la etapa |                     |                                  |                 |
| Ciclista | Ciclista            | Equipo                           | Tiempo          |
| 1.º | Greg Van Avermaet   | CCC Team                         | 4 h 40 min 03 s |
| 2.º | Christopher Lawless | Team Ineos                       | + 0 s           |
| 3.º | Edward Dunbar       | Team Ineos                       | + 2 s           |
| 4.º | Tom Slagter         | Dimension Data                   | + 9 s           |
| 5.º | James Shaw          | SwiftCarbon Pro Cycling          | + 9 s           |
| 6.º | Matthew Holmes      | Madison Genesis                  | + 9 s           |
| 7.º | Alexander Kamp      | Riwal Readynez                   | + 9 s           |
| 8.º | Gabriel Cullaigh    | Team Wiggins Le Col              | + 12 s          |
| 9.º | Jenthe Biermans     | Katusha-Alpecin                  | + 12 s          |
| 10.º | Scott Thwaites      | Vitus Pro Cycling p/b Brother UK | + 12 s          |

## Clasificaciones finales
- Las clasificaciones finalizaron de la siguiente forma:[4]

### Clasificación general
| \| Clasificación general \| Clasificación general \| Clasificación general \| Clasificación general \| Clasificación general \| \| Ciclista \| Ciclista \| Equipo \| Tiempo \| \| \| --------------------- \| --------------------- \| -------------------------------- \| --------------------- \| --------------------- \| \| 1.º \| Christopher Lawless \| Team Ineos \| 15 h 18 min 12 s \| \| \| 2.º \| Greg Van Avermaet \| CCC Team \| + 2 s \| \| \| 3.º \| Edward Dunbar \| Team Ineos \| + 11 s \| \| \| 4.º \| Alexander Kamp \| Riwal Readynez \| + 15 s \| \| \| 5.º \| James Shaw \| SwiftCarbon Pro Cycling \| + 25 s \| \| \| 6.º \| Matthew Holmes \| Madison Genesis \| + 25 s \| \| \| 7.º \| Tom Slagter \| Dimension Data \| + 25 s \| \| \| 8.º \| Scott Thwaites \| Vitus Pro Cycling p/b Brother UK \| + 28 s \| \| \| 9.º \| Connor Swift \| Madison Genesis \| + 28 s \| \| \| 10.º \| Nick van der Lijke \| Roompot-Charles \| + 28 s \| \| |                     |                                  |                  |
| |                     |                                  |                  |
| Fuente: ProCyclingStats |                     |                                  |                  |
| Clasificación general |                     |                                  |                  |
| Ciclista | Ciclista            | Equipo                           | Tiempo           |
| 1.º | Christopher Lawless | Team Ineos                       | 15 h 18 min 12 s |
| 2.º | Greg Van Avermaet   | CCC Team                         | + 2 s            |
| 3.º | Edward Dunbar       | Team Ineos                       | + 11 s           |
| 4.º | Alexander Kamp      | Riwal Readynez                   | + 15 s           |
| 5.º | James Shaw          | SwiftCarbon Pro Cycling          | + 25 s           |
| 6.º | Matthew Holmes      | Madison Genesis                  | + 25 s           |
| 7.º | Tom Slagter         | Dimension Data                   | + 25 s           |
| 8.º | Scott Thwaites      | Vitus Pro Cycling p/b Brother UK | + 28 s           |
| 9.º | Connor Swift        | Madison Genesis                  | + 28 s           |
| 10.º | Nick van der Lijke  | Roompot-Charles                  | + 28 s           |

### Clasificación de la montaña
| Clasificación de la montaña | Clasificación de la montaña | Clasificación de la montaña      | Clasificación de la montaña | Clasificación de la montaña |
| Ciclista                    | Ciclista                    | Equipo                           | Puntos                      |                             |
| --------------------------- | --------------------------- | -------------------------------- | --------------------------- | --------------------------- |
| 1.º                         | Arnaud Courteille           | Vital Concept-B&B Hotels         | 18 pts                      |                             |
| 2.º                         | Robert Scott                | Team Wiggins Le Col              | 12 pts                      |                             |
| 3.º                         | Jacob Scott                 | SwiftCarbon Pro Cycling          | 8 pts                       |                             |
| 4.º                         | John Archibald              | Ribble Pro Cycling               | 5 pts                       |                             |
| 5.º                         | Matthew Holmes              | Madison Genesis                  | 4 pts                       |                             |
| 6.º                         | James Fouché                | Team Wiggins Le Col              | 4 pts                       |                             |
| 7.º                         | Jan-Willem van Schip        | Roompot-Charles                  | 4 pts                       |                             |
| 8.º                         | Jonathan Hivert             | Total Direct Énergie             | 4 pts                       |                             |
| 9.º                         | Michael Mottram             | Vitus Pro Cycling p/b Brother UK | 3 pts                       |                             |
| 10.º                        | Greg Van Avermaet           | CCC Team                         | 2 pts                       |                             |

### Clasificación por puntos
| Clasificación por puntos | Clasificación por puntos | Clasificación por puntos         | Clasificación por puntos | Clasificación por puntos |
| Ciclista                 | Ciclista                 | Equipo                           | Puntos                   |                          |
| ------------------------ | ------------------------ | -------------------------------- | ------------------------ | ------------------------ |
| 1.º                      | Christopher Lawless      | Team Ineos                       | 35 pts                   |                          |
| 2.º                      | Greg Van Avermaet        | CCC Team                         | 24 pts                   |                          |
| 3.º                      | Alexander Kamp           | Riwal Readynez                   | 19 pts                   |                          |
| 4.º                      | Jesper Asselman          | Roompot-Charles                  | 16 pts                   |                          |
| 5.º                      | Rick Zabel               | Katusha-Alpecin                  | 16 pts                   |                          |
| 6.º                      | Edward Dunbar            | Team Ineos                       | 14 pts                   |                          |
| 7.º                      | Jacob Scott              | SwiftCarbon Pro Cycling          | 13 pts                   |                          |
| 8.º                      | Filippo Fortin           | Cofidis, Solutions Crédits       | 12 pts                   |                          |
| 9.º                      | Michael Mottram          | Vitus Pro Cycling p/b Brother UK | 10 pts                   |                          |
| 10.º                     | Matthew Holmes           | Madison Genesis                  | 9 pts                    |                          |

### Clasificación por equipos
| Clasificación por equipos | Clasificación por equipos | Clasificación por equipos | Clasificación por equipos |
| Equipo                    | Equipo                    | Tiempo                    |                           |
| ------------------------- | ------------------------- | ------------------------- | ------------------------- |
| 1.º                       | Ineos                     | 45 h 55 min 38 s          |                           |
| 2.º                       | Riwal Readynez            | + 2 min 17 s              |                           |
| 3.º                       | CCC Team                  | + 4 min 22 s              |                           |
| 4.º                       | Roompot-Charles           | + 6 min 32 s              |                           |
| 5.º                       | Team Wiggins Le Col       | + 6 min 54 s              |                           |

## Evolución de las clasificaciones
| Etapa                   | Vencedor                | Clasificación general | Clasificación de la montaña | Clasificación por puntos | Clasificación de la combatividad | Clasificación por equipos |
| ----------------------- | ----------------------- | --------------------- | --------------------------- | ------------------------ | -------------------------------- | ------------------------- |
| 1.ª                     | Jesper Asselman         | Jesper Asselman       | Jacob Hennessy              | Jesper Asselman          | Daniel Bigham                    | Roompot-Charles           |
| 2.ª                     | Rick Zabel              | Jesper Asselman       | Jacob Hennessy              | Boy van Poppel           | Jacob Scott                      | Reino Unido               |
| 3.ª                     | Alexander Kamp          | Christopher Lawless   | Robert Scott                | Christopher Lawless      | John Archibald                   | INEOS                     |
| 4.ª                     | Greg Van Avermaet       | Christopher Lawless   | Arnaud Courteille           | Christopher Lawless      | Lucas Eriksson                   | INEOS                     |
| Clasificaciones finales | Clasificaciones finales | Christopher Lawless   | Arnaud Courteille           | Christopher Lawless      | no entregado                     | INEOS                     |

## UCI World Ranking
El Tour de Yorkshire otorgó puntos para el UCI World Ranking para corredores de los equipos en las categorías UCI WorldTeam, Profesional Continental y Equipos Continentales. Las siguientes tablas son el baremo de puntuación y los 10 corredores que obtuvieron más puntos:
| Posición              | 1.º | 2.º | 3.º | 4.º | 5.º | 6.º | 7.º | 8.º | 9.º | 10.º | 11.º | 12.º | 13.º | 14.º | 15.º | 16.º-30.º | 31.º-40.º |
| Clasificación general | 200 | 150 | 125 | 100 | 85  | 70  | 60  | 50  | 40  | 35   | 30   | 25   | 20   | 15   | 10   | 5         | 3         |
| Por etapa             | 20  | 10  | 5   |     |     |     |     |     |     |      |      |      |      |      |      |           |           |
| Líder                 | 5   |     |     |     |     |     |     |     |     |      |      |      |      |      |      |           |           |

| Clasificación |                     |                      |         |       |       |       |
| Posición      | Ciclista            | Equipo               | General | Etapa | Líder | Total |
| ------------- | ------------------- | -------------------- | ------- | ----- | ----- | ----- |
| 1.º           | Christopher Lawless | INEOS                | 200     | 25    | 5     | 230   |
| 2.º           | Greg Van Avermaet   | CCC                  | 150     | 25    | -     | 175   |
| 3.º           | Edward Dunbar       | INEOS                | 125     | 5     | -     | 130   |
| 4.º           | Alexander Kamp      | Riwal Readynez       | 100     | 20    | -     | 120   |
| 5.º           | James Shaw          | SwiftCarbon          | 85      | -     | -     | 85    |
| 6.º           | Matthew Holmes      | Madison Genesis      | 70      | -     | -     | 70    |
| 7.º           | Tom Slagter         | Dimension Data       | 60      | -     | -     | 60    |
| 8.º           | Scott Thwaites      | Vitus p/b Brother UK | 50      | -     | -     | 50    |
| 9.º           | Connor Swift        | Madison Genesis      | 40      | -     | -     | 40    |
| 10.º          | Nick van der Lijke  | Roompot-Charles      | 35      | -     | -     | 35    |